# Rodolfo Margaria
Rodolfo Margaria (Châtillon, 15 novembre 1901 – Milano, 29 gennaio 1983) è stato un fisiologo italiano.

## Biografia

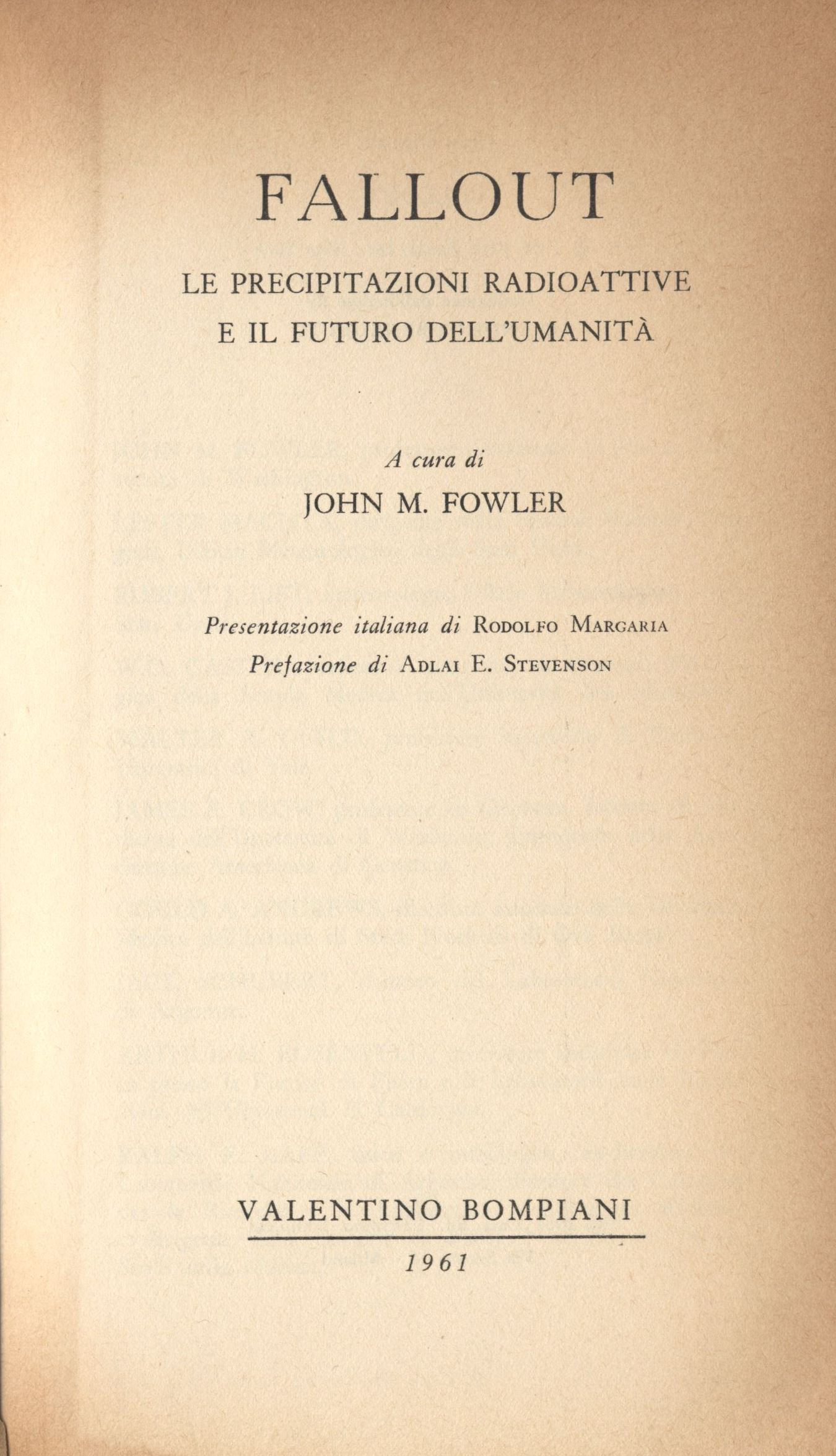
Frontespizio dell'edizione italiana di Fallout, 1961

Nacque il 15 novembre 1901 a Châtillon, nella Valle d'Aosta, da Giovanni Margaria e Carolina Pelissier. Compiuti gli studi secondari presso il collegio nazionale di Aosta, si iscrisse nel 1918 alla Facoltà di Medicina e Chirurgia dell'Università degli Studi di Torino, seguendo le lezioni presso l'Istituto di fisiologia, diretto da Amedeo Herlitzka, dal 1919 al 1921 e poi presso la clinica medica generale, diretta da Ferdinando Micheli, dal 1921 al 1925. Si laureò a pieni voti il 16 luglio 1924 e l'anno successivo fu nominato assistente, poi aiuto, presso l'istituto di fisiologia dell'ateneo torinese. Nel 1928 conseguì la libera docenza in fisiologia umana sperimentale e nello stesso anno ricevette l'incarico per l'insegnamento della chimica biologica presso la stessa università.
Condusse le sue prime ricerche scientifiche sulla resistenza dell'uomo e degli animali alla depressione barometrica a Torino, per poi proseguire la sua attività scientifica all'estero. Negli anni 1930 fu borsista della Fondazione Rockefeller presso il Dipartimento di Fisiologia e Biochimica della University College di Londra e presso il Laboratorio di biologia marina di Plymouth, preso il Laboratorio di fisiologia di Cambridge e presso il laboratorio di affaticamento dell'Università Harvard a Boston. Nel 1933 operò con Donald Van Slyke presso l'ospedale della Fondazione Rockefeller a New York e nel 1934 proseguì gli studi presso la Fondazione Eldridge Reeves Johnson per la ricerca in fisica medica a Filadelfia con Detlev Bronk e poi come borsista della Fondazione Volta a Heidelberg presso il Kaiser Wilhelm Institut für medizinische Forschung.
Tra i numerosi studi di questo periodo, attirò l'attenzione della comunità scientifica con un approfondimento sulla funzione respiratoria del sangue: all'epoca si sapeva che le reazioni di idratazione e disidratazione dell'anidride carbonica sono lente e che esse nel sangue devono avvenire con maggiore velocità; osservò che tali reazioni erano molto più veloci in soluzioni di emoglobina anche molto diluite e, perfezionando le proprie ricerche nel 1932, giunse alla conclusione che il sistema catalizzante era composto da un enzima specifico, identificato poi da N. U. Meldrum e Francis John Worsley Roughton nell'anidrasi carbonica.
Nel 1933 vinse un concorso per la cattedra di fisiologia umana insegnando presso le Università di Ferrara (1934), di Parma (1935), di Pavia (1935-1937) e di Milano, dove rimase a partire 1938 e dove divenne professore emerito nel 1978.
Nel 1961, quale accademico dei Lincei e presidente del Comitato Italiano per il Disarmo Atomico, promosse la traduzione italiana di Fallout (1960).
Morì a Milano il 29 gennaio 1983.